# Gafanhoto-do-leste-africano

O gafanhoto-do-leste-africano (Phymateus aegrotus), é um gafanhoto da família Pyrgomorphidae.

## Distribuição
Esta espécie está presente na África, no Nordeste da Somália.

## Descrição
O macho desse gafanhoto pode atingir um comprimento de 80 a 100 milímetros, e as fêmeas de 60 a 80 milímetros. O corpo é de cor verde, enquanto as asas dianteiras são de cor amareladas com manchas escuras.

## Biologia
Uma nuvem de gafanhotos começa a se formar quando a população cresce e precisa buscar comida. O número de insetos nascidos depende do clima na hora da reprodução. Uma fêmea costuma pôr 25 ovos a cada postura. Como elas se repetem ao longo do dia, uma única fêmea pode liberar centenas de ovos em 24 horas. Depois de um mês, os ovos eclodem e dão origem a gafanhotos jovens, chamados de ninfas. Ao sair do ovo, a larva já é muito parecida com a forma que terá quando adulta, só que sem asas. A cor também vai mudar quando crescer, seu tamanho aumentará e o aparelho reprodutor não está todo desenvolvido. Como está "quase pronta", sua metamorfose não precisará ser completa. Ao sair do ovo, a larva do gafanhoto chega à superfície do solo, onde procura alimento e abrigo, recebendo nessa fase o nome de "saltão". Durante cinquenta dias sofre mudas de pele. Quando a última muda está para se realizar, o gafanhoto pendura-se num galho pelas pernas traseiras e permanece assim, de cabeça para baixo, durante algum tempo. Então rompe-se o tegumento na região dorsal anterior de seu corpo e surge um gafanhoto adulto, com asas. O sistema nervoso do gafanhoto é controlado por gânglios, isto é, grupos soltos de células nervosas que se encontram na maioria das espécies mais evoluídas que os cnidários. Os gafanhotos possuem gânglios em cada segmento, bem como um conjunto maior destas células na cabeça, sendo portanto considerados no seu todo como o cérebro. No centro do seu cérebro, existe um neurópilo, através do qual todos os gânglios encaminham os seus sinais. No gafanhoto, os órgãos sensoriais (neurónios sensoriais) encontram-se perto do exterior do corpo, consistindo em pequenos pêlos (sensilas), que consistem numa célula sensorial e uma fibra nervosa, que estão especificamente calibradas para responder a determinados estímulos específicos. Apesar de as sensilas se encontrarem por todo o corpo, são mais densas nas antenas, pedipalpos (partes bucais) e cerci (na zona posterior). Os gafanhotos também possuem tímpanos para percepção de som. Estes e as sensilas estão conectados ao cérebro via neurópilo. Como todos os gafanhotos, os gafanhotos-do-leste-africano são polífagos, e se alimentam de folhas de vários tipos de plantas tais como: citros, arroz, soja, pastagens, alfafa e outras.